# Elaphoglossum auricomum
Elaphoglossum auricomum är en träjonväxtart som först beskrevs av Kze., och fick sitt nu gällande namn av Thomas Moore. Elaphoglossum auricomum ingår i släktet Elaphoglossum och familjen Dryopteridaceae. Inga underarter finns listade.